# Cubo 8×8×8
Il Cubo 8×8×8 è un cubo di Rubik a otto strati, ovvero 8 cubetti in orizzontale, 8 in verticale e 8 di profondità, per un totale di 296 cubetti. Il creatore di questo rompicapo è James Withour. Nel 2009 è stato creato un gioco per il computer sui cubi di Rubik, Ultimate Magic Cube, in cui si può giocare con il cubo di qualsiasi tipo e di qualsiasi ampiezza. Inoltre ci si può anche creare il proprio Cubo di Rubik.

## Ideazione
Dopo la creazione del Cubo 7×7×7, Will Crath ideò questo nuovo rompicapo alla fine del 2008, che venne realizzato di seguito da James Withour. La vendita è disponibile solo nei negozi di giocattoli degli USA o on-line.

## Metodi di risoluzione
Il più semplice è il metodo della riduzione che si divide in varie fasi:
1. creazione di un centro 6×6 interno per tutte e sei le facce;
2. creazione degli spigoli, che in questo cubo sono 6 cubetti per ogni lato, e risolvere la parità dell'ultimo spigolo;
3. risolvere il caso di parità (non sempre capita);
4. risolvere l'ultimo strato.

## Record
L'unica gara di questi cubi è stata fatta nel 2010 in Canada, vinta da Frank Still, col record di 6 minuti e 31 secondi.
Il record non ufficiale per la singola risoluzione del Cubo 8×8×8 è 4:36.30 da parte dell'italiano Mattia Furlan.